# Острова Казачий и Ольгин
«Острова Казачий и Ольгин» (укр. «Острови Козачий та Ольгин») — часть регионального ландшафтного парка Днепровские острова (с 2004 года), общезоологический заказник местного значения (1999—2004 года), расположенный на территории Голосеевского района Киевского горсовета (Украина). Площадь — 470 га. Землепользователь — Голосеевская районная администрация.

## История
Заказник Острова Казачий и Ольгин был создан решением Киевского горсовета от 2 декабря 1999 года № 147/649. Природоохранный объект основан с целью сохранения ценных природных сообществ. На территории заказника запрещены любая хозяйственная деятельность и в том числе ведущая к повреждению природных комплексов. Решением Киевского горсовета от 23 декабря 2004 года № 878/2288 был создан региональный ландшафтный парк Днепровские острова, в состав которого вошёл заказник как одна из заповедных зон. А управляющей организацией назначено ООО Агрокомбинат Хотовский. Согласно Генеральному плану Киева до 2025 года, планируется включения заказника в состав Голосеевского национального природного парка.

## Описание
Заказник занимает группу Днепровских островов (Казачий, Промежуточный, Ольгин, Тиняцкий и Борщевой) и прилегающую акваторию Днепра, приустьевую часть реки Вита и прилегающее урочище Лящевка. Севернее примыкает заказник Жуков остров, восточнее острова Казачий — участок регионального ландшафтного парка Днепровские острова. 
Есть информационные знаки. 
Как добратьсяː  Транспортː 1) ост. база Динамо (на Столичном шоссе) марш. такси № 43, 43к, 311, 313, 315, 811 (от ст. м. Выдубичи), далее пешком около 1,5 км. Близлежащее метроː   Теремки и   Выдубичи.

## Природа
Ландшафт заказника представлен лесами, лугами и болотами на пойменных островах, а также водной растительностью на реке Вита. 
В пойменных дубравах встречаются дубы возрастом свыше 100 лет (высота до 20 м, охват ствола на высоте 1,5-3 м). На реке Вита водная растительность представлена 105 видами. 
Среди млекопитающих фауна заказника представлена такими видами как выдра, горностай, лось, дикий кабан, косуля, заяц-русак, белка, бобёр, ондатра, лисица, енотовидная собака, ласка, норка американская, куница, ёж, летучие мыши и грызуны. В заказнике встречается множество птиц, насекомых, пресмыкающихся, земноводных. В водах заказника встречается 29 видов рыб (сом, лещ, щука, судак). 